# Pembroke (New Hampshire)
Pour les articles homonymes, voir Pembroke.
Pembroke est une ville du comté de Merrimack dans l'État du New Hampshire aux États-Unis. Sa population était 7 115 habitants au recensement de 2010.
Sa superficie totale est de 60 km2 en comprenant la partie nord du village de Suncook.